# Campylomormyrus cassaicus
Campylomormyrus cassaicus е вид лъчеперка от семейство Mormyridae.

## Разпространение
Видът е разпространен в Ангола и Демократична република Конго.

## Описание
На дължина достигат до 20 cm.